# Rodézia címere

Rodézia címere

Rodézia címere az 1965 és 1979 között létezett dél-afrikai Rodéziai Köztársaság címere volt, amely lényegében megegyezett a korábbi Dél-Rodézia brit gyarmat címerével, melynek területén az állam is alakult.
A címert 1924. augusztus 11-én vezették be.
Központi eleme egy pajzs, felső sávjában az állam névadójának, Cecil Rhodes-nak a családi címere (vörös oroszlán két bogánccsal övezve). Alatta a mottó latinul Sit nomine digna (Légy méltó a névre), mely utalás Rhodes-ra. A pajzs felett egy sisakon ülve az aranyszínű ún. zimbabwei madár ül egy koronán. A pajzs zöld mezejében egy aranycsákán, amely a bányászatot jelképzei. A korona aljából szintén két bogáncs sarjad. A pajzsot két lóantilop fogja közre, mely az országban őshonos állat a mai napig.
A címert, az antilopok és egyéb kiegészítők nélkül már korábban is használták a gyarmati lobogóban. Később az 1968-ban hivatalosan elfogadott rodéziai nemzeti zászló is felvette a sötétzöld-fehér függőleges trikolórba.

## Egyéb

A zimbabwei madár Dél-Rodézia kormányzójának zászlajában
Rodézia zászlaja 1968 és 1979 között